# Toponymie de Tirant le Blanc

Cette liste présente les lieux qui servent de cadre aux différentes actions de Tirant le Blanc, œuvre de Joanot Martorell.

## Liste des lieux cités

### A
- Adalie, le golfe d’… [ca: lo golf de Satalies  (Adalia): Situé sur la côte de Karamanie, région d’Anatolie dont la capitale était l'ancienne Larende renommée Karaman par les émirs turcomans Karamanoglu.
- Afrique, l’… [ca: Àfrica].
- Aigues-Mortes, le port d’… [ca: lo port d’Aigües-Mortes].
- Aïn Naga [ca: Alinac]: ville d’Afrique.
- Albanie, l’… [ca: Albània].
- Albi, le comté d’… [ca: lo comtat d’Albí].
- Alcazarseguer [ca: Alcàscer Seguer, ar: Al-Qasr as-Saghir]:  ‘Le Petit Palais’, en rapport avec Alcazarquivir  (Al-Qasr al-Kabîr ou el-Ksar-el-Kebir) ‘le Grand Palais’, au nord du Maroc.
- Alexandrie [ca: Alexandria].
- Allemagne [ca: Alemanya].
- Andrinople [ca: Andrinòpol].
- Angleterre [ca: Anglaterra].
- Arabie [ca: Aràbia].
- Aragon [ca: Aragó].
- Arcadie, la ville d’… [ca: la ciutat d’Arcàdia].
- Arménie, l’… [ca: Armínia (Armènia)].
- Arta, l’… [ca: l’Arca (l’Arta)].
- Arta, le cap de l’… [ca: lo cap de l'Arca].
- Asie, l’… [ca: Àsia].
- Asie Mineure, l’… [ca: l’Àsia Menor].
- Athènes [ca: Atenes].
- Aulide, le port d’… [ca: lo port d’Aulida].
- Autriche, l’… [ca: Estalric].
- Avignon [ca: Avinyó].

### B
- Babylone [ca: Babilònia]: Il s’agit du Caire, du nom que les coptes donnaient au Vieux-Caire,  par déformation sans doute de Pi-Hapi-On, le temple d’Hapis à Héliopolis. Les croisés transmirent ce nom à l’Occident pour désigner la vieille ville chrétienne du Caire.
- Beaupuy, la ville de [ca: la ciutat de Bellpuig]: Port de mer.
- Beauséjour [ca: Bellestar].
- Benaixi, le comté de [ca: comtat de Benaixí]: Possession de Carmésine. Il existe dans la partie castillane du Pays valencien une commune du nom voisin de Benaixeve.
- Berbérie [ca: Barberia]: Souvent déformée en Barbarie, désignait la grande région de l’Afrique du Nord s'étendant jusqu’à la frontière égyptienne, limitée de part et d’autre par la mer et le désert.
- Beyrouth [ca: Barut (Beirut)].
- Bornou, le royaume de… [ca: Borno]: De l’arabe Barr Nao, « pays de Noé ». Ancien empire africain du Soudan central, au sud-ouest du lac Tchad. Sa capitale porte le même nom.
- Bosnie, la terre de [ca: la terra de Bocina (Bosnia)].
- Bougie [ca: Bogia].
- Boukhara, la ville de… [ca: la ciutat de Boterna]: Boukara apparaît au chapitre 28 du Voyage autour de la terre de Jean de Mandeville (cf. Tabriz et Samarkand).
- Bourgogne, la… [ca: Burgunya (Borgonya)].
- Bourgs [ca: Viles]: Château du seigneur des Bourgsdéserts.
- Bras de Saint-Georges, le… [ca: lo braç de Sant Jordi]: L’ancien Bosphore de Thrace, aujourd'hui le détroit des Dardanelles.
- Bretagne, la Grande… [ca: la Gran Bretanya]: La Grande Bretagne actuelle, par opposition à la Petite Bretagne, ou Bretagne continentale.
- Bretagne, la (Petite)… [ca: (la Petita) Bretanya]: La Bretagne continentale, par opposition à la Grande Bretagne.

### C
- Cadix [ca: Calis (Cadis)].
- Caffa, le port de… [ca: lo port de Cafa (Caffa)]: C'était une colonie génoise de Crimée qui ne dépendait pas de l'Empire byzantin. Son nom actuel est  Féodosie.
- Calabre, la… [ca: Calàbria].
- Calabre, le duché de… [ca: lo ducat de Calàbria].
- Calliste [ca: Calistres]: Île grecque. Premier nom de Théra.
- Candie [ca: Candia]: Ville du nord de la Crête, célèbre pour son vin.
- Cannes [ca: Cannas]: Hannibal y remporta une victoire contre les Romains en 216.
- Cantorbéry, la ville de [ca: la ciutat de Conturberi].
- Capoue [ca: Càpua].
- Cappadoce, la ville de… [ca: la ciutat de Capadòcia].
- Caramen, la ville de… [ca: la ciutat Caramèn]: Les toponymes dans Tirant le Blanc semblent toujours tirés du monde réel. Pour ce qui est de Caramen, il pourrait s’agir d’une mauvaise lecture —par rapprochement avec Caramany— pour une forme ancienne de (al-) Qayrawan (Kairouan). Par contre la situation de ces lieux les uns par rapport aux autres est assez fantaisiste dans le roman. Ainsi, Kairouan est en réalité à presque deux mille kilomètres de Bornou.
- Carthage [ca: Cartaina (Cartago)].
- Carthagène [ca: Cartagènia (Cartagena)].
- Castille, la… [ca: Castella].
- Charki [ca: Colcos]: Île grecque, que les Grecs nomment Khalkè.
- Chypre, l’île de… [ca: l’illa de Xipre].
- Constantine, le port de… [ca: lo port de Contestina (Constantina)]: Constantine (anc. Cirta) n’est pas un port. Il s’agit probablement ici de l’ancienne Rusicade (Philippeville, actuellement Skikda), qui justement lui servait de port dans l’Antiquité. Ce peut être aussi Stora, à trois kilomètres de Skikda, qui apparaît au chapitre 395 de Tirant le Blanc.
- Constantinople [ca: Constantinoble, Contestinoble].
- Cornouaille, le royaume de… [ca: lo regne de Cornualla.
- Corse, la… [ca: Còrsega].
- Crête, l'île de… [ca: la illa de Cretes].

### D
- Damas [ca: Domàs].
- Déserts [ca: Ermes]: Ville du seigneurs des Bourgsdéserts.
- Douvres [ca: Dobla, Doble].

### E
- Écosse, l’… [ca: Escòcia].
- Égypte, l’… [ca: Egipte].
- Empire, l’… [ca: l’Imperi]: L'Empire grec.
- Enedast, le territoire d’… [ca: la terra d’Enedast]: Territoire inconnu.
- Épineuse, vallée… [ca: vall  Espinosa].
- Épire, la terre de l’… [ca: la terra de Brina].
- Ermitage religieux, l’… [ca: l’Ermita religiosa].
- Espagne, l’… [ca: Espanya].
- Espagne, la Basse… [ca: Espanya la baixa]: On a cru voir ici une référence à l’Hispania Ulterior des Romains, tout en faisant remarquer qu’en réalité Valence faisait partie de l’Hispania Citerior, dont la limite sud passait dans les environs de Carthagène. On peut penser que soit l’auteur ne connaissait pas exactement les limites de l’Hispania Citerior, soit il désignait ainsi la partie méridionale de la couronne d’Aragon, c’est-à-dire le royaume de Valence, la dernière reprise aux Musulmans.
- Espagne Ultérieure, l’… [ca: Espanya Última]: Hispaniæ Citerior  et Ulterior  sont des désignations romaines, cf. Basse Espagne.
- Ethiopie, l’… [ca: Etiòpia].

### F
- Famagouste, la ville de… [ca: Famagosta]: L’ancienne capitale de l’île de Chypre.
- Fez [ca: Fes].
- Fez, les grandes montagne de… [ca: les grans muntanyes de Fes].
- [ca: Flaxen]: cf. Lesbos.
- fleuve… qui se heurte aux montagnes de Galles, le… [ca: lo gran riu… qui fir a les muntanyes de Gales]: Le Sowe, affluent de l'Avon, qui traverse Warwick.
- France, la… [ca: França].
- Frise, la… [ca: Frisa (Frísia)].

### G
- Galles, le pays de…: [ca: lo Principat de Gales].
- Galles, les montagnes de… [ca: les muntanyes de Gales].
- Gallipoli [ca: Galípol].
- Gibraltar, le détroit de… [ca: lo estret de Gibaltar (Gibraltar)].
- Gomorrhe [ca: Gomorra].
- Grèce, la… [ca: Grècia].
- Greenwich  [ca: Granuïg].
- Grenade [ca: Granada].

### H
- Hautefeuille, la possession de… [ca: la tinença d’Altafulla].
- Hercule, les colonnes d’… [ca: les columnes d’Hèrcules].
- Hispanie, l’… [ca: Hispània].
- Hispanie haute et basse, l’… [ca: Hispània alta e baixa]: Hispaniæ Citerior  & Ulterior  des Latins.
- Hongrie, la… [ca: Hongria].

### I
- Ibiza [ca: Aivissa (Eivissa)].
- Inde, l’… [ca: Índia].
- Irlande, l’… [ca: Irlanda].
- Italie, l’… [ca: Itàlia]: Au Moyen Âge, les Génois, les Lombards et les Vénitiens étaient considérés généralement comme de nationalités différentes du reste des états italiens. Dans Tirant le Blanc, Italie renvoie plus particulièrement aux régions centrales de la péninsule apennine.

### J
- Jaffa, le port de… [ca: lo port de Jafa].
- Jérusalem [ca: Jerusalem].
- Jourdain, le fleuve… [ca: lo riu Jordà].
- Judée, l’île des Pensées [ca: Judea, l’illa dels Pensaments]: On pense qu'il pourrait s’agir d'Eubée, l’île dans laquelle s'était  réfugié Aristote, où il mourut tristement.

### K
- Kenilworth, château de… [ca: castell d’Alimburg].

### L
- La Mecque [ca: la Meca].
- La Mecque, le temple saint de… [ca: lo sant temple de la Meca].
- Lango, l’île de… [ca: l’illa del Lango]: Nom que les Grecs et les Italiens donnaient à l’île de Cos des Anciens. Les Turcs l’appellent Stanchio, Stango ou Stancou.
- Le Caire [ca: Alcaire]:  Le nom de Caire s’applique à la partie de la ville construite après la conquête fatimide en 969 et nommée al-Kahira, La Victorieuse (cf. Babylone).
- Lemnos: cf. Lesbos.
- Lérida [ca: Lleida].
- Lesbos, Paros, Naxos, Scarpanto, Lemnos [ca: Tesbrie, Nimocha, Flaxen, Meclotapace]: Les noms donnés par le texte catalan sont tout à fait fantaisistes. On a pu voir à quoi ils correspondaient en se reportant aux sources de l’auteur, à savoir Brunetto Latini et Mandeville.
- Lisbonne [ca: Lisbona].
- Lombardie, la… [ca: Lombardia].
- Londres [ca: Londres].
- Libye, le royaume de… [ca: lo regne de Líbia].

### M
- Macédoine, royaume de… [ca: lo realme de Macedònia].
- Majorque, l’île de… [ca: l’illa de Mallorca].
- Malaga [ca: Màlega (Màlaga)].
- Marseille [ca: Massella (Marsella)].
- Mauvoisin, le château de… [ca: lo castell de Malveí].
- [ca: Meclotapace]: cf. Lesbos.
- Mégare, la ville de… [ca: la ciutat de Megea].
- mer Majeure, la… [ca: la mar Major …): Désigne habituellement la Mer Noire, mais on a donné parfois aussi ce nom à la Méditerranée.
- Messine [ca: Messina].
- Mirelapêche [ca: Miralpeix]: Petite ville.
- Montagathe, la ville de… [ca: la ciutat de Montàgata]: Nom de ville imaginaire, mais il existe des lieux réels portant ce nom, comme le Mont Agathe, dans le Vercors, ou le Mont Agde, sur les rives de la Méditerranée. Le grec agathè (« bonne »), repris sous la forme agatha par les Latins, a évolué en Agde, ville de l’Hérault.
- Mont Tuber, le château de… [ca: lo castell de Mont Tuber].
- Morée, la… [ca: Morea].

### N
- Nantes [ca: Nantes].
- Naples [ca: Nàpols].
- Navarre, (le royaume de…) [ca: (lo regne de) Navarra].
- Naxos: cf. Lesbos.
- [ca: Nimocha]: cf. Lesbos.
- Notre-Dame, l’ermitage de… [ca: l’Ermita de Nostra Dona]: L'ermitage de Guy's Cliff, près du château de Warwick, que Richard de Beaumont, descendant de Guy, dota richement.

### O
- Océane, la mer… [ca: la mar Oceana].
- Olympe [ca: Olímpius]: Ville fictive (?), différente d’Olympie qui est située dans le Péloponèse et non en Macédoine. Martorell fait dériver son nom de celui du Mont Olympe. S'il s'agit d'une erreur par confusion avec Olympie, elle est due à Mandeville (c. 3).
- One, le port d’… [ca: lo port d'One]: Les anciens portulans signalent One, dont on a perdu la trace, entre le cap Figalo et le fleuve Muluya, en Algérie. Il pourrait s’agir d’une mauvaise lecture du catalan Orà.
- Oran [ca: Orà].
- Oriola, le bourg d’… [ca: la vila d’Oriola].
- Ortygie [ca: Oritige]: Île grecque. Nom que l’on donna d'abord à l'île de Délos. Le même nom fut donné ensuite à une île située sur la côte orientale de la Sicile.

### P
- Palerme [ca: Palerm].
- Paris [ca: París].
- Paros: cf. Lesbos.
- Pélidas, la ville de… [ca: la ciutat de Pelidas].
- Péra, la ville de… [ca: la ciutat de Pera, ou Pere]: La petite ville de Péra se trouve sur la rive gauche de la Corne d’Or, vallée fluviale noyée par la mer, alors que Constantinople se trouve sur sa rive droite.
- Perse, le royaume de [ca: lo regne de Pèrsia].
- Phison, le grand fleuve… [ca: lo gran flum de Fison]: D’après la légende, Phison est l’un des quatre grands fleuves qui arrosaient le paradis terrestre. On l’a assimilé au Gange, sans grande certitude. Il est cité par Mandeville comme traversant Samarkand. Mais la rivière qui traverse cette ville est la Sogde.
- Pinchenais, le pays des… [ca: la terra dels Pinxenais].
- Pise, la ville de… [ca: la ciutat de Pisa].
- Pologne, la… [ca: Apol·lònia (Polònia)].
- Portugal, le… [ca: Portugal].
- Puy en France, le… [ca: lo Puig de França]: Le fameux monastère de Notre-Dame du Puy-en-Velay, dans la Haute-Loire, haut lieu de pèlerinage au Moyen Âge; cf. Le Puy-en-Velay.
- Piombino [ca: Pumblí (Piombino)].

### R
- Rafal [ca: Rafal]: Bourgade située près de Tunis.
- Reggio, la ville de… [ca: la ciutat de Ríjols]:	Reggio de Calabre.
- Rhodes, l’île de… [ca: l’illa de Rodes].
- Rhône, le… [ca: lo Roine].
- Romanie, le canal de… [ca: lo canal de Romania]: Les Dardanelles, la Bouche-d’Avie de Muntaner.
- Rome [ca: Roma].
- Roque Salée, le château de… [ca: lo castell de Roca Salada].
- Rouen, la ville de… [ca: la ciutat de Roam].

### S
- Saba  [ca: Sabea]: À l’époque médiévale pour montrer qu’une chose était d’exquise fragrance et d’arôme très agréable, on disait qu’elle venait de Saba. On en trouve des exemples dans les Géorgiques et l’Énéide.
- Safra, le bourg de… [ca: la vila de Safra]: Non loin de Tunis. Il existe un hameau de ce nom dans la commune de Monòver (Valls del Vinalopó, dans le Pays Valencien), au S-O de la ville.
- Saint-Ange, le comté de… [ca: lo comtat de Sant Àngel]: Le nom de Sant’Angelo apparaît au chapitre 238 des Almogavres de Muntaner. Il semble correspondre à une région sur le Bosphore.
- Sainte-Claire, le monastère de… [ca: lo monestir de Santa Clara].
- Sainte-Fontaine [ca: Font Santa].
- Sainte-Marie-Madeleine, l’ermitage de… [ca: l’ermita de Santa Maria Magdalena].
- Sainte-Sophie, la cathédrale… [ca: la gran església de Santa Sofia].
- Saint-Georges, la ville de… [ca: la ciutat de Sant Jordi].
- Saint-Jacques-de-Compostelle [ca: Sant Jaume de Galícia].
- Saint-Jean-de-Latran, (l’église…) [ca: (l'esglesia de) sant Joan de Lletrà, Lletran].
- Saint-Pierre, le château de… [ca: lo castell de Sant Pere]: Le château de Saint-Pierre se dresse à l’endroit de l’ancienne Halicarnasse, l’actuel port turc de Bodrum. Bien que ne se trouvant pas sur l’île de Rhodes, il dépendait des chevaliers de cet ordre, qui en étaient les bâtisseurs. Il fut pris par les Ottomans en 1523.
- Saint-Thomas-de-Cantorbéry [ca: Sant Tomàs de Conturberi].
- Saint-Vincent, le cap… [ca: lo cap de Sant Vicent].
- Salomon, le temple de… [ca: lo temple de Salamó].
- Salonique, le royaume de… [ca: lo Salònic].
- Samarkand [ca: la ciutat de Senoreiant]: Samarkand  apparaît au chapitre 28 du Voyage autour de la terre de Jean de Mandeville.  (cf. Tabriz et Boukara)
- Savone, le port de… [ca: lo port de Saona (Savona).
- Scarpanto: cf. Lesbos.
- Seras, la ville de… [ca: la ciutat de Seras]: En Éthiopie dans le roman.
- Serbie, la terre de… [ca: la terra de Foixa (Serbia)].
- Sicile, la… [ca: Sicília].
- Sidon [ca: Sidònia].
- Sigée, le port de… [ca: lo port de Gigeo]: Ancienne Sigeum, sur le promontoire du même nom, dans la Troade, où selon la légende se trouvaient les tumulus d’Achille et de Patrocle. Aujourd’hui Yéni-schéher.
- Sinopolis, la ville et le château de… [ca: la ciutat e lo castell de Sinòpoli]: Ou Sinope.
- Slavonie, la…' [ca: Esclavònia (Eslavònia)].
- Sodome [ca: Sodoma].
- Southampton, le port de… [ca: port d’Antona].
- Spertine [ca: Espertina]: Ville  inventée de l'île de Lango, à partir du nom du nom du chevalier Spercius.
- Stagire, la ville de… [ca: ciutat d’Estranges]: La patrie d’Aristote.
- Stora, le port de… [ca: lo port de l'Estora]: Port algérien, à trois kilomètres au nord-ouest de Skikda (Philippeville), créé par les Phéniciens et dédié à leur déesse de l’amour Astarté ou Ashtoreth (d’où Astora puis Stora), la Vénus phénicienne.
- Strènes, la ville de… [ca: la ciutat d’Estrenes]: Certains pensent que l’origine de ce toponyme pourrait être Stavro, la forme plus récente de Stagire, la bourgade où naquit Aristote, qui apparaît au chapitre 458. Mais dans le roman, les deux villes sont distinctes.
- Syrie, la… [ca: Sòria, Suria (Síria)].

### T
- Tabriz, la ville de… [ca: la ciutat de Tauris]: Tabriz apparaît au chapitre 16 du Voyage autour de la terre de Jean de Mandeville (cf. Samarkand  et Boukara).
- Tanger, (le port de…) [ca: (lo port de) Tànger].
- Tarifa [ca: Tarifa].
- [ca: Tesbrie]: cf. Lesbos.
- Thrace, la… [ca: Tàrcia (Tràcia)].
- Tigre, le fleuve… [ca: lo riu Tigris].
- Tiragne, la marche de… [ca: la marca de Tirània]: Terre fictive du père de Tirant le Blanc.
- Tlemcen [ca: Tremicèn, Tremicè].
- Torine, la ville de… [ca: la ciutat de Turina].
- Toscane, la… [ca: Toscana].
- Trasimène, la rivière… [ca: lo riu Transimeno, Trasimeno]: Ce lac italien d'Ombrie, situé à l'ouest de Pérouse, qui a vu la victoire d'Hannibal sur le consul romain Flaminius Nepos (217 av. J.-C.), est transformé en rivière d'Asie Mineure.
- Trasimène, le port de… [ca: lo port de Transimeno].
- Trébie [ca: Trèbia]: Rivière de Lombardie.
- Trébizonde, la ville de… [ca: la ciutat de Trapasonda (Trebisonda): Port important depuis l’Antiquité, aujourd’hui Trabzon. Avant même la chute de Constantinople en 1204, Alexis et David Comnène, petits-fils de l’empereur Andronic Ier, fondèrent à Trébizonde un empire qui devait subsister jusqu’en 1461.
- Tripoli de Syrie [ca: Trípol (Trípoli) de Suria].
- Troglodyte, la ville de…[ca: la ciutat de Trogodita, ]: Dans le monde réel, ce n’est pas une ville mais une région du nord-est de l’Afrique, au nord de l’Éthiopie. Les Anciens en avaient fait le lieu d’habitation d’un peuple imaginaire, les Troglodytes, réputés sans lois.
- Troie [ca: Troia].
- Tunis, (la ville de…) [ca: (la ciutat de) Tunis].
- Tunis, le royaume de… [ca: lo regne de Tunis].
- Turquie, la… [ca: Turquia].

### U
- Ultime Ponant, l’… [ca: l’Últim Ponent]: L’extrémité de l’Occident, c’est-à-dire la Bretagne.

### V
- Valachie, la province de… [ca: la província de Blagai]: Désigne dans Tirant le Blanc, comme chez Muntaner, la région de la Thessalie, et non la Valachie roumaine actuelle.
- Valbonne, une vaste plaine qu’on appelait… [ca: una gran planícia qui era nomenada Vallbona].
- Valence [ca: València].
- Vallée des délices, la… [ca: Vall delitosa]: Résidence du roi de Tlemcen.
- Valone [ca: Valona]: Cette ville portuaire, aujourd’hui albanaise et appelée Vlora, était connue dans l’Antiquité sous le nom de Aulon, qui a pris plusieurs formes, selon les époques ou les lieux : Avlona, Valona, Valone, Vlonë, Vlora… Ce port est loin de Constantinople, mais il est vrai qu’il était un des principaux débouchés de la route de l’Adriatique à la ville impériale.
- Venise [ca: Venècia].
- Venise, le golfe de… [ca: lo golf de Venècia]: Martorell semble donner le nom de golfe de Venise, situé tout au nord de l'Adriatique, à toute cette mer, et même à la mer Ionienne qui la prolonge.
- Vidin, la terre de… [ca: la terra de Bendín]: Ville du nord-ouest de la Bulgarie, sur la rive droite du Danube, ancienne Bononia.

### W
- Warwick, la ville de… [ca: la ciutat de Vàroic].
- Windsor, le château de… [ca: lo castell d’Óndisor].

### Z
- Zamora [ca: Çamora (Zamora)]: Martorell confond le siège célèbre de Zamora, qui date de 1072, et celui de Numance, en 133 av. J.-C., qui opposa le général romain Scipion Émilien aux habitants celtibères arévaques de la ville, qui résistaient à la domination de Rome.